# Акколь (Балхаський район)
Акко́ль (каз. Ақкөл) — село у складі Балхаського району Алматинської області Казахстану. Адміністративний центр Аккольського сільського округу.
Населення — 539 осіб (2021; 583 у 2009, 759 у 1999, 1155 у 1989).